# Lago dos Rodrigues
Lago dos Rodrigues är en kommun i Brasilien.   Den ligger i delstaten Maranhão, i den nordöstra delen av landet, 1 300 km norr om huvudstaden Brasília. Antalet invånare är 7 799.
Omgivningarna runt Lago dos Rodrigues är huvudsakligen savann. Runt Lago dos Rodrigues är det ganska glesbefolkat, med 39 invånare per kvadratkilometer.